# American Legion Glacier
Der American Legion Glacier ist ein Gletscher in der nördlichen Wind River Range im Westen des US-Bundesstaates Wyoming. Er liegt in einem Kar westlich der kontinentalen Wasserscheide am Hauptkamm der Gebirgskette auf ca. 3700 m Höhe unterhalb des American Legion Peak im Westen und des Henderson Peak im Süden. Der Gletscher befindet sich innerhalb der Bridger Wilderness des Bridger-Teton National Forest und liegt westlich des flächenmäßig größeren Twins Glaciers sowie rund 0,8 km östlich des nördlich von Bow Mountain und Arrowhead Peak gelegenen Stroud Glaciers. Der American Legion Glacier entwässert in den südöstlich gelegenen Summer Ice Lake, über die Titicomb Lakes in den Island Lake und von dort weiter über den Fremont Creek und den Pine Creek in den am Westrand der Wind River Range gelegenen Fremont Lake. Zusammen mit einigen umliegenden Gletschern, die sich beidseitig des Hauptkamms der Wind River Range verteilen, bildet der American Legion Glacier die größte Ansammlung von Gletschern in den US-amerikanischen Rocky Mountains.

## Belege
1. ↑  TopoQuest: American Legion Peak, WY. Abgerufen am 29. Mai 2024.
2. ↑  American Legion Peak - Peakbagger.com. Abgerufen am 29. Mai 2024.
3. 1 2  Summer Ice Lake | Natural Atlas. Abgerufen am 29. Mai 2024.